# Pearl Jam Twenty (album)
Pearl Jam Twenty è un album dei Pearl Jam uscito nel settembre del 2011, colonna sonora dell'omonimo documentario di Cameron Crowe che celebrava i primi venti anni di carriera del gruppo.
È stato pubblicato il 19 settembre in Europa e il 20 settembre negli Stati Uniti.

## Tracce

### CD 1
1. Release – 4:46 – live in Verona, Italy, September 16 2006
2. Alive – 4:47 – live in Seattle, WA, December 22 1990
3. Garden – 6:08 – live in Zurich, Switzerland, February 19 1992
4. Why Go – 3:22 – live in Hamburg, Germany, March 10 1992
5. Black – 5:39 – MTV Unplugged in New York, NY, March 16 1992
6. Blood – 3:15 – live in Auckland, New Zealand, March 25 1995
7. Last Exit – 2:46 – live in Taipei, Taiwan, February 24 1995
8. Not for You – 6:19 – live in Manila, Philippines, February 26 1995
9. Do the Evolution – 3:42 – Monkeywrench Radio, Seattle, WA, January 31 1998
10. Thumbing My Way – 4:22 – take 2, Seattle, WA, September 6 2002
11. Crown of Thorns – 6:45 – live in Las Vegas, NV, October 22 2000
12. Let Me Sleep (Christmas Time) – 2:15 – Verona, Italy, September 16 2006
13. Walk with Me – 4:10 – live with Neil Young, Mountain View, CA, October 23 2010
14. Just Breathe – 3:39 – live in New York, NY, March 13 2010

Durata totale: 61:55

### CD 2
1. Say Hello 2 Heaven – 7:04 – Temple of the Dog demo, 1990
2. Times of Trouble – 4:13 – demo, 1990
3. Acoustic #1 – 2:49 – demo, 1991
4. It Ain’t Like That – 1:27 – Alice In Chains cover, demo, 1990
5. Need to Know – 1:52 – Matt Cameron demo, 2007
6. Be Like Wind – 1:53 – Mike McCready score, 2010
7. Given to Fly – 2:42 – Mike McCready acoustic instrumental, July 29 2010
8. Nothing as It Seems – 4:41 – Jeff Ament Montana demo, 1999
9. Nothing as It Seems – 5:42 – live in Seattle, WA, October 22 2001
10. Indifference – 5:02 – live in Bologna, Italy, September 14 2006
11. Of the Girl – 5:06 – instrumental, 2000
12. Faithfull – 4:26 – soundcheck in Pistoia, Italy, September 20 2006
13. Bu$hleaguer – 4:49 – live in Uniondale, NY, April 30 2003
14. Better Man – 6:49 – live in New York, NY, May 21 2010
15. Rearviewmirror – 7:12 – live in Universal City, CA, October 1 2009

Durata totale: 65:47

## Classifiche
| Paese  | Posizione raggiunta |
| ------ | ------------------- |
| Italia | 12                  |